# Hadí doupě
Hadí doupě je detektivní román anglické spisovatelky Agathy Christie. Dílo poprvé vyšlo roku 1949 v Londýně u William Collins Sons & Co., Ltd. Ve Spojených státech stejného roku v New Yorku u Dodd, Mead & Co.
Stejně jako v případě románu Deset malých černoušků byl i název tohoto (v originálu The Crooked House) odvozen z dětské rýmovačky. Protagonistou románu je Charles Hayward, syn detektiva, a děj se točí kolem jeho snah o vyřešení vraždy v domě, kde má každý člen rozvětvené rodiny svůj motiv, ale žádné alibi, přičemž jednou ze členek rodiny je Charlesova snoubenka.

## Děj
Charles Hayward se v egyptské Káhiře v závěru druhé světové války seznámí se Sofií Leonidesovou, do níž se zamiluje. Sofie pracuje v jedné sekci ministerstva zahraničí. Zasnoubení plánují až po konci války. Sofie se do Anglie vrací dříve než Charles. Po celou dobu odloučení si vzájemně vyměňují korespondenci. Charles se po více než třech letech vrací do Anglie a ještě ten den zve Sofii na večeři. Při čekání v restauraci si v novinách New York Times přečte, že zemřel Aristide Leonide, tedy bohatý dědeček Sofie, o kterém mu říkala ještě v Egyptě. Charles tak Sofii ihned posílá telegram, v němž vyjadřuje svůj soucit a nabízí pomoc. Sofie mu odpoví a ještě ten den navrhuje schůzku ve stejné restauraci. Oba si rozumí jako za starých časů a Charles Sofii navrhuje svatbu. Ta však vzhledem k okolnostem úmrtí svého dědečka svatbu zavrhuje, a to až do doby, dokud se celá věc neobjasní. Sofie má totiž podezření, že dědeček byl zavražděn.
K vyšetřování smrti je přizván Charlesův otec, který je komisařem ve Scotland Yardu. Setkání Charlese a jeho otce je bez jakýchkoli emocí a společný rozhovor se v podstatě ihned stočí k případu a osobě zemřelého. Dozvídáme se, že Leonide byl otráven eserinem prostřednictvím injekcí, které mu byly ženou podávány na cukrovku. Hlavními podezřelými tak jsou Brenda Leonidesová, druhá o spoustu let mladší žena zemřelého, a Laurence Brown, vychovatel Sophiina mladšího bratra Eustace a sestry Josephiny a údajný milenec Brendy.   
Charles je pověřen, aby se dostal do domu a získal důkazy k usvědčení podezřelých. Svěří se s tímto úkolem Sofii, která jej varuje, že všichni příbuzní jsou zvláštní a svým způsobem „brutální“. Charles se spolu s vrchním inspektorem Travernerem  postupně setkává s každým členem rodiny. Edith de Haviland, neprovdaná 70 letá švagrová zavražděného, se do domu nastěhovala po smrti Leonidovi první ženy, aby dohlédla na výchovu dětí, na které Leonide zůstal sám. Phillip Leonides, mladší syn zavražděného, byl otcem upozaďován na úkor svého staršího bratra, a tak se smyslem jeho života staly knihy a historie. Magda, Phillipova menželka, je průměrná až spíše podprůměrná herečka, pro níž je nejen život, ale i vražda divadelní hrou, ve které chce hrát hlavní roli. Roger Leonides, starší syn zavražděného, neúspěšně spravuje podnik, který mu přenechal jeho otec. Preferoval by však spíše obyčejný život daleko od této rodiny. Velmi zbožňuje svou manželku Clemency. 16letý Eustach je velmi pohledný a inteligentní. Má dětskou obrnu a se svým postižením se nedokáže psychicky vyrovnat. Jeho sestra Josephine je taktéž inteligentní, ale za to velmi nehezká. Má velmi ráda detektivní žánr. Špehuje celou svou rodinu a všechny obeznamuje s tím, že si všechny své postřehy zapisuje do tajného deníku. Rodina má množství sloužících, kteří jsou však ihned ze začátku v podstatě vyloučeni z vyšetřování. Důvodem je, že Leonid každému sloužícímu za další odpracovaný rok značně navyšoval odměny. Jeho smrtí by tak nikdo ze sloužících nic nezískal. To se ale nedá říci o ostatních členech rodiny, protože každý má svůj motiv, ale žádný nemá alibi. Zároveň si celá „rodina přála, aby to byli Brenda s Laurencem, doufala, že by to mohli být Brenda s Laurencem, ale ve skutečnosti nevěřila, že to byli Brenda s Laurencem...“
Během pobytu v domě Charles rozmlouvá s rodinnými členy. Josephine se vychloubá, že už zná totožnost vraha, ale aby si byla zcela jistá, potřebuje další důkazy. Charles, Traverner a Charlesův otec se od notáře dozvědí, že Leonides, aniž by o tom někdo věděl, před svou smrtí pozměnil závěť a všechen svůj majetek odkázal dle jeho názoru jedinému silnému jedinci v jeho rodině, a to Sofii. Krátce poté, co  je oznámena změna závěti, volá Charlesovi Sofie, která mu sděluje, že Josephine byla omráčena a ve špatném zdravotním stavu převezena do nemocnice. Při prohledávání Josephiina pokoje Charles nalezne dopisy, které si mezi sebou Brenda a Laurence psali. Ty tedy potvrzovaly milenecký vztah mezi Brendou a Laurencem, a zároveň byly vyhodnoceny jako důkaz snahy o zbavení se překážky jejich vztahu, Leonida. Následovalo tedy zatčení obou milenců. Rodina se následně dozvídá, že Leonides přepsal celé své jmění Sofii. Josephina byla následně propuštěna z nemocnice. Charles po celou dobu pochybuje, že by Brenda s Laurencem vraždili. Jeho domněnka se potvrdí poté, co mu Sofie zavolá a sdělí mu, že rodinná chůva Nanni zemřela. Stejně jako Leonides byla otrávena. Charles se stále pokouší nalézt vraha. Snaží se Josephinu přimět, aby mu řekla, kdo je vrah. Ta, i přesto že tvrdí, že po celou dobu ví, kdo to je, mu to stále odmítá povědět. Josephina následně jede s de Havilandovou autem do města do cukrárny. Po nějaké době Sofie vyjadřuje obavu, že jsou obě pryč už velmi dlouhou dobu. Krátce na to se dozvědí, že auto sjelo z cesty a že obě zemřely. Charles poté najde dopisy, které po soběde Havilandová  zanechala. V prvním z nich se doznává k vraždě Leonida i chůvy Nanni a zprošťuje Brendu a Laurence všech obvinění. Druhý dopis však objasňuje, že za vraždami ve skutečnosti stojí Josephine, která si vše zapisovala do deníku, jenž je v obálce spolu s dopisem.
Kniha končí slovy „...ubohé dítě“.

## Interpretace
V románu je přítomen motiv tzv. rodinného prokletí. Na tuto skutečnost čtenáře upozorňuje zejména Charles. Poté, co vyjde najevo, že vrahem je po celou dobu Josephina, Charles říká: „Měl jsem Josefínu rád...Stále jsem k ní cítil náklonnost...Nemůžete mít rád někoho méně, protože má souchotiny nebo nějakou jinou osudovou nemoc. Josefína byla, jak Sofie prohlásila, malý netvor, ale malý netvor vzbuzující soucit. Narodila se s psychickou vadou- pokřivené dítě z křivého domku.“ Dívka je v jeho očích nástrojem tohoto prokletí, které se dříve či později muselo projevit.         
Vrah v podobě malého dítěte, spolu se skutečností, že v závěru všechny postavy za špatnými skutky Josephine vidí spíše vrozenou vadu, podporuje teorii o vrozené predispozici ke zlu. Tento koncept byl však v době vydání knihy většinovou veřejností kritizován.

## Okolnosti vydání
Vydavatel románu chtěl, aby bylo autorkou pozměněno rozuzlení příběhu, tedy aby vrahem nebylo dítě. Christie ale odmítla k této změně přistoupit, a tak román Nakonec přijde smrt (1944) zůstává jediným románem, který byl na požadavky zvenčí změněn.
Hadí doupě spolu se Zkouškou neviny (1958) autorka označila za své nejoblíbenější romány.